# Dogs eating dogs
Dogs Eating Dogs – minialbum amerykańskiego zespołu Blink-182 wydany w 2012 roku.

## Lista piosenek
1. When I Was Young – 3:28
2. Dogs Eating Dogs – 3:30
3. Disaster – 3:42
4. Boxing Day – 3:59
5. Pretty Little Girl – 4:21

## Wykonawcy
Blink-182 w składzie:
- Mark Hoppus – wokal, gitara basowa
- Tom DeLonge – wokal, gitara
- Travis Barker – perkusja

W utworze Pretty Little Girl wystąpił Yelawolf (wokal).

## Produkcja
- członkowie zespołu
- Chris Holmes – współproducent